# Otto von Strubberg
Otto Julius Wilhelm Maximilian Strubberg, à partir de 1858 von Strubberg (né le 16 septembre 1821 à Lübbecke et mort le 9 novembre 1908 à Berlin) est un général d'infanterie prussien.

## Biographie

### Origine
Strubberg est issu d'une famille de la principauté épiscopale d'Osnabrück, répertoriée à Borgloh vers 1650. Il est le fils de Jakob Strubberg (né le 5 août 1770 à Clèves et mort le 27 juin 1826 à Lübbecke) et sa femme Marie Sophie, née Dörsch (née le 23 janvier 1778 et mort le 15 janvier 1852).

### Carrière militaire
Otto von Strubberg fait ses études dans sa jeunesse dans les maisons des cadets de Potsdam et de Berlin. Le 8 août 1839, il est ensuite transféré au 30e régiment d'infanterie en tant que sous-lieutenant. Au sein du régiment, Strubberg est utilisé comme adjudant de bataillon du 1er janvier 1842 au 31 juillet 1843. Le 15 octobre 1843, il est envoyé à l'école générale de guerre pour une formation complémentaire. Il devient ensuite enseignant à la maison des cadets à Berlin et, en 1849, est transféré aux troupes qui doivent réprimer la révolution de Bade.
En 1852, il est muté à Paris pendant deux ans pour apprendre la langue française et est promu premier lieutenant ministre la même année. Il est utilisé plusieurs fois dans l'état-major général. Avec le grade de capitaine à l'état-major, il est élevé la noblesse prussienne à Berlin le 1er janvier 1858. L'année suivante, il devient l'adjudant personnel du prince de Prusse, qui, en tant que roi Guillaume Ier, le nomme son adjudant d'aile le 7 janvier 1861.
Strubberg participe ensuite aux guerres contre le Danemark (1864) et l'Autriche (1866) en tant que commandant du 4e régiment de grenadiers de la Garde. Dans la guerre franco-prussienne de 1870/71, en tant que chef de la 30e brigade d'infanterie, il a l'occasion de se distinguer notamment le 18 août à la bataille de Saint-Privat, mais aussi à Amiens, Hallue, Sapignies et Saint-Quentin .
En 1873, Strubberg devient lieutenant général et commandant de la 19e division d'infanterie à Hanovre. En 1880, il est promu inspecteur général (de) de l'inspection générale de l'instruction militaire et, à ce titre, général d'infanterie en 1883, après avoir converti l'enseignement du corps des cadets du cours précédent en celui d'une école secondaire.
En 1888, il est placé « à la suite » du corps de cadets puis en août 1889 en tant que chef du 30e régiment d'infanterie. En 1890, il est mis à disposition. En 1908, il célèbre son 40e anniversaire en tant que général, mais décède un peu plus tard et  est enterré dans le cimetière des officiers de la Linienstraße à Berlin.

### Récompenses
En 1871, Otto von Strubberg reçoit la croix de fer de 1re classe et l'ordre Pour le Mérite. En 1885, il reçoit la grand-croix de l'ordre de l'Aigle rouge avec des feuilles de chêne et des épées sur l'anneau, en 1897 les diamants de la grand-croix et le 21 octobre 1902 l'ordre du Mérite de la couronne de Prusse.